# Gone Too Soon
«Gone Too Soon» es una balada grabada y popularizada por el músico estadounidense Michael Jackson. Fue escrito y compuesto por Larry Grossman y Buz Kohan.
Dionne Warwick interpretó por primera vez —pero nunca grabó— la canción en febrero de 1983 en un especial de televisión como tributo a muchos artistas, incluidos Janis Joplin, Elvis Presley, John Belushi, Cass Elliot, John Lennon, Bobby Darin, Minnie Riperton, Sam Cooke, Harry Chapin, Buddy Holly, Otis Redding, Jimi Hendrix, Jim Croce, Bobby Van y Karen Carpenter que habían muerto días antes. Más tarde, ese mismo día, Jackson llamó a Kohan y le explicó que había llorado mientras veía la actuación y que quería grabarla algún día.
La versión de Jackson de «Gone Too Soon» se dedicó a la memoria del amigo de Jackson, Ryan White, un adolescente de Kokomo, Indiana, que atrajo la atención nacional después de ser expulsado de su escuela por tener VIH/SIDA. Esta versión fue producida por Jackson y coproducida por Bruce Swedien para el octavo álbum de estudio de Jackson, Dangerous (1991). La canción también fue mezclada por Swedien y contó con la instrumentación de artistas como David Paich, Steve Porcaro, Michael Boddicker, Abraham Laboriel y Paulinho Da Costa.
La canción fue lanzada el 1 de diciembre de 1993 como el noveno y último sencillo del álbum Dangerous. Tras su lanzamiento, en el Día Mundial del SIDA de 1993, «Gone Too Soon» se convirtió en un éxito moderado en las listas de éxitos de varios países: Francia, Alemania, los Países Bajos, Nueva Zelanda, Suiza y el Reino Unido. La canción fue lanzada como sencillo en casete en los EE. UU. y se convirtió en un éxito en Zimbabue, donde se ubicó en el número 3. «Gone Too Soon» no fue un éxito de crítica significativo, ya que recibió críticas mixtas de los críticos musicales.
«Gone Too Soon» se promocionó con un video musical dirigido por Bill DiCicco, que mostraba imágenes de Jackson y White juntos, así como escenas del funeral de este último. En enero de 1993, una presentación en vivo de Jackson en la celebración inaugural de Bill Clinton también sirvió como plataforma promocional, tanto para la canción como para la financiación relacionada con el SIDA. Más tarde, «Gone Too Soon» recibió más exposición, luego de la muerte de Diana, la princesa de Gales, y del propio Jackson.

## Michael Jackson´s Gone Too Soon
También será el nuevo documental sobre la vida del auténtico rey del pop Michael Jackson, el documental será estrenado al año de su muerte el 25 de junio, será un documental donde nos presentarán los últimos años de vida y su preparación a los escenarios, el documental durará alrededor de 90 a 100 minutos (resumido de 300 horas así que es probable que haya más documentales sobre el rey del pop).